# Jutaí (ort)
Jutaí är en ort i delstaten Amazonas i nordvästra Brasilien. Den är centralort i en kommun med samma namn och folkmängden uppgick till cirka 10 000 invånare vid folkräkningen 2010. Jutaí är belägen där Jutaífloden ansluter till Amazonfloden.